# Easy (KSI-dal)
Az Easy KSI brit énekes és rapper dala, ami 2023. május 13-án jelent meg, a Warner Music Group és az Atlantic Records kiadókon keresztül. A dalon közreműködött Bugzy Malone brit rapper és R3HAB holland-marokkói lemezlovas. A dal szerzői az előadók, Al Shux, Diego Ave és Rico Love voltak, míg a producere Al Shux, Diego Ave és R3HAB.

## Háttér
Az Easyt először KSI Faze Temperrr elleni ökölvívő-mérkőzése előtt lehetett hallani, az eredeti tervek alapján aznap is jelent volna meg a kislemez, de végül a kiadást elhalasztották, mert az előadó nem volt biztos benne, hogy ki akarja adni kislemezként. 2023 márciusában osztotta meg KSI, hogy a dalnak egy közreműködője is van, a Wireddel készített interjújában. A dal végül 2023. május 13-án jelent meg, az előadó Joe Fournier elleni mérkőzésének napján, ahol Malone-nal együtt sétált a szorítóig.

## Közreműködő előadók
A Spotify adatai alapján:
- KSI – vokál, dalszerző
- Bugzy Malone – vokál, dalszerző
- R3HAB – dalszerző, producer
- Al Shux – dalszerző, producer
- Diego Ave – dalszerző, producer
- Rico Love – dalszerző

## Kiadások
| Régió       | Dátum           | Formátum(ok)                    | Kiadó(k)                            | For.        |
| ----------- | --------------- | ------------------------------- | ----------------------------------- | ----------- |
| Világszerte | 2023. május 13. | digitális letöltés streaming CD | Atlantic Records Warner Music Group | [ 1 ] [ 2 ] |